# Elfvan
Elfvan är ett drama i tre akter av Anne Charlotte Leffler, utgivet 1883 på Hæggströms boktryckeri och bokförlags AB. Pjäsen skrevs 1880 och hade urpremiär den 11 september samma år på Nya Teatern i Stockholm.

## Om pjäsen
Elfvan var en bearbetning av en tidigare novell, Runa, vilken hade publicerats i Ny Illustrerad Tidning sommaren 1878 under pseudonymen Carlot. Under hösten samma år började Leffler att bearbeta novellen till en pjäs. I slutet av mars 1879 lämnade hon in stycket till Kungliga Dramatiska Teatern i Stockholm. Efter en månad fick hon beskedet att stycket väckt teaterdirektionens "varmaste bifall" och att det blivit antaget. Direktionen var dock inte nöjd med pjäsens tredje akt, som man upplevde som alldeles för matt. Leffler började därför omarbeta pjäsen och lämnade in den på nytt i början av hösten. I november blev den refuserad med argumentet att ingen i teaterns skådespelarstab kunde göra den rättvisa. Detta tolkade emellertid Leffler som ett svepskäl och var förtvivlad.
I juni 1880 fick Leffler reda på att den nystartade Nya Teatern lyckats locka över Anna Lisa Hwasser-Engelbrecht från Dramaten. Leffler tänker sig henne som huvudrollsinnehavare i Elfvan och beslutade därför att skicka sin pjäs till teaterdirektionen. Efter tio dagar svarade chefen Ludvig Josephson:
| ”                  | Härmed har jag äran underrätta att vi emottagit Edert oss tillsända originalstycke Elfvan och att vi med nöje skynda oss antaga detsamma till spelning. | „ |
| – Ludvig Josephson | |   |

Pjäsen hade alltså blivit antagen och Josephson lät också meddela att han tänkte uppföra pjäsen redan i september 1880 och att han tänkt sig Hwasser i huvudrollen. Den 11 september ägde urpremiären rum efter endast tre dagars repetition. En orkester spelade musik före och mellan akterna och fungerade som ett dragplåster till pjäsen. Pjäsen blev en stor publikframgång och kom att spelas ovanligt länge på teatern.

## Handling
Handlingen utspelar sig i Köping. En borgmästare har nyligen gift sig med den betydligt yngre Elfvan. Hon är en konstnärlig person som gillar att ströva fritt i skogen. Maken är i mångt och mycket hennes motsats. Småstadssamhället uppvisar ingen tolerans för Elfvans egenheter och elakartat skvaller förföljer henne.
En dag kommer en grevinna och hennes bror på besök. Brodern är konstnär blir attraherad av Elfvan och bjuder därför in henne att bli hans modell. Konstnärsateljén kommer för Elfvan att bli ett slags fristad där hon känner att hon passar in. Brodern förklarar för Elfvan att hon egentligen är förälskad i honom. Elfvan godtar hans analys förklarar att hon hyser samma känslor. Genom att göra detta begår hon äktenskapsbrott. Hon lyckades emellertid slå dessa tankar ur huvudet och åker hem till maken. Efter självförebråelser från samtliga parter försonas paret och borgmästaren föreslår att de ska börja om på nytt.

## Personer
Elfvan har totalt sexton rollfigurer, varav sex är män och tio kvinnor.
- Prostinnan
- Borgmästaren, hennes son
- Borgmästarinnan
- Grefvinnan
- Baronen, hennes bror
- Postmästaren
- Majorskan, hans fru
- Doktorn
- Doktorinnan
- Rektorn
- Rektorskan
- Kyrkoherden
- Pastorskan, hans fru
- Malvina, deras dotter
- Assessorskan
- Fröken
- Baronens betjänt

## Mottagande
Pjäsen fick ett blandat mottagande i pressen. Dagens Nyheters anmälare var entusiastisk och berömde dialogen. Lika imponerad var dock inte Nya Dagligt Allehandas recensent som tyckte att slutet var för matt för ett teaterstycke. Även Aftonbladets Anders Flodman (som var Lefflers gamle svensklärare) var kritisk och menade att Elfvan gav ett intryck av "halfhet och brist på sanning". Stockholms Dagblads anmälare var på motsatt sätt positiv till pjäsen och ansåg att det visade "stor begåfning hos förf."
Få recensenter berörde pjäsens grundtema: kvinnans roll i äktenskapet. Ett undantag var anmälaren i Göteborgs Handels- och Sjöfartstidning som ansåg att Elfvan hade likheter med Henrik Ibsens Ett dockhem och avfärdade därför Lefflers verk som en kopia. Pressreaktionerna på Elfvan ansågs av Lefflers vän Ernst Beckman som motsägelsefulla och fick honom att bemöta kritiken i en artikel i Ny Illustrerad Tidning där han tog parti för Leffler.

## Utgåvor
- Leffler, Anne Charlotte (1883). Elfvan: skådespel i tre akter. Stockholm. Libris 2150408
- Edgren, Anne Charlotte. (2007). Elfvan skådespel i tre akter. Huddinge: Södertörns högskola. Libris 12600735

### Fotnoter
1. ↑  ”Elfvan”. Kungliga biblioteket. http://libris.kb.se/hitlist?d=libris&q=Leffler+Elfvan&f=simp&spell=true&hist=true&p=1. Läst 9 december 2012.
2. 1 2 3  Lauritzen 2012, s. 180
3. ↑  Lauritzen 2012, s. 168-176
4. ↑  Lauritzen 2012, s. 179-180
5. 1 2 3  ”Elfvan”. Dramawebben. Arkiverad från originalet den 11 augusti 2010. https://web.archive.org/web/20100811055145/http://www.dramawebben.se/pjas/elfvan. Läst 9 december 2012.
6. ↑  Lauritzen 2012, s. 180-181
7. ↑  Lauritzen 2012, s. 181-182